# Ćmielówi Porcelángyár

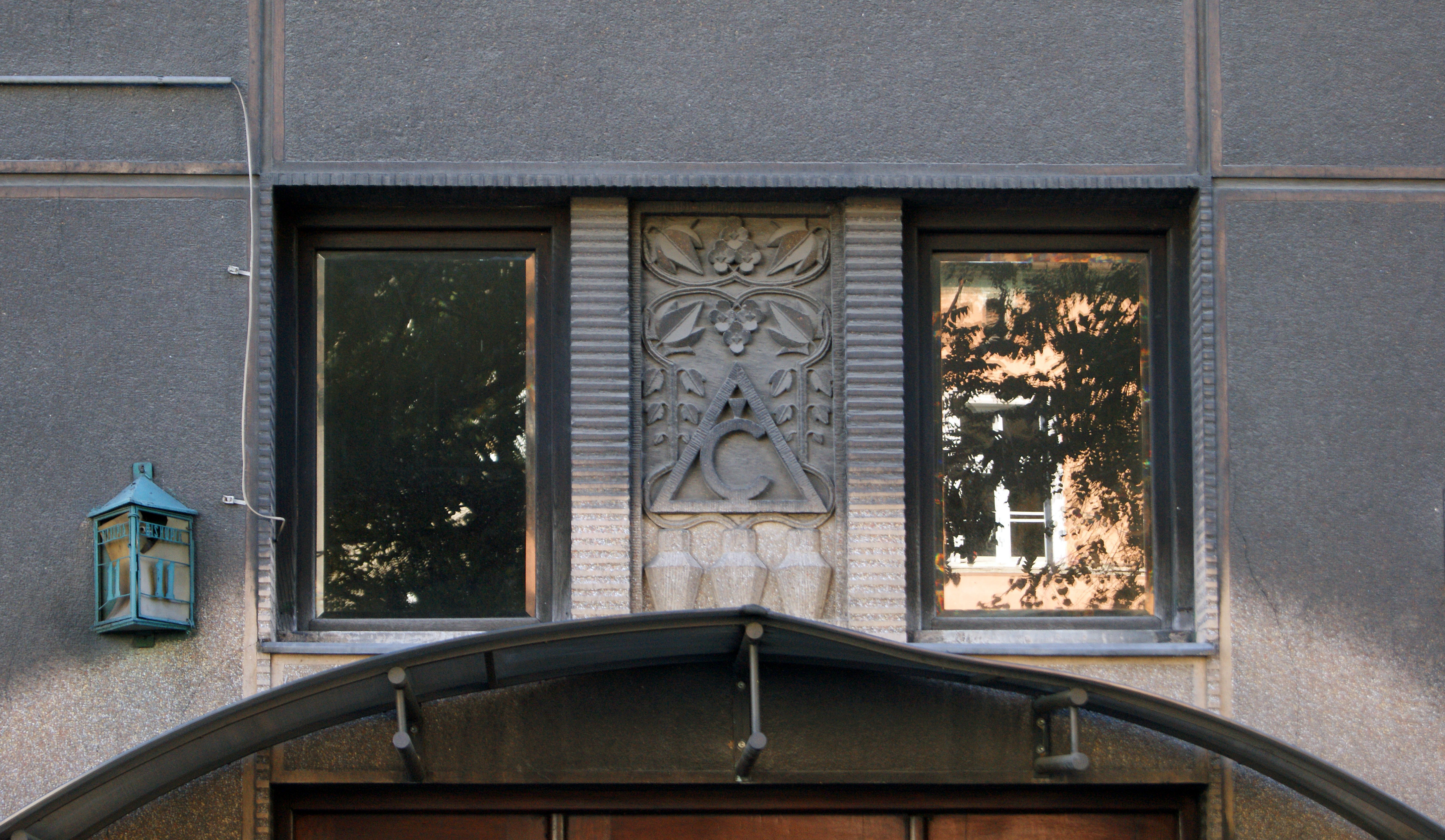
Ćmielów logója Krakkóban a Biskupia utca 11. számú házon, ami régen a gyár tulajdonában állt.

A Ćmielówi Porcelángyár (lengyelül: Zakłady Porcelany „Ćmielów”) 1790-ben alapított és máig működő lengyel fajansz- és porcelángyár.

## Története
A manufaktúrát a lengyelországi Ćmielówban és Opatówban működő fazekas céh tagjai alapították 1790-ben. Ezekben az években zajlott Lengyelország három felosztása, a cégalapítás így a lengyel felvilágosodás eredményeire is emlékeztet. A céh által gyártott termékekről azonban nem maradt fenn adat.
1797-ben a gyár Jacek Małachowski kancellár tulajdonába került, aki 1804-ben beindította a fajanszgyártást. Małachowski 1821-ben elhunyt, örökségét fia, Jan, az ő halála után pedig Kazimierz Dunin-Karwicki leszármazói vitték tovább 1847-ig. A virágzásnak indult céget előbb Adolf Fryderyk Watke vezette, majd 1827-ben két testvér, Jeremiasz és Beniamin Weiberg  vette bérbe. Ők megállapodást kötöttek Franciszek Ordon kereskedővel, aki a ćmielówi termékeket Varsóban kezdte értékesíteni.
Az üzem működésében és sikereiben Gabriel Weiss irányítása hozott döntő áttörést, aki 1838-ban elindította a porcelángyártást. A klasszicista stílusban készülő cikkek közül a legkedveltebbek a vékony porcelánból „fonott”, azsúrozott kosárkák voltak. A gyár termékeit 1840 után kezdték díszíteni szürke, kék, piros vagy zöld színű nyomatokkal, amelyeken főként idilli, vidéki tájak, történelmi, mitológiai és bibliai jelenetek, valamint híres emberek portréi voltak láthatóak. 1863 és 1880 között Stanisław Thiele vezette a gyárat. Az 1870-es években az ő irányításával kezdték meg az akkoriban divatossá lett finom majolika gyártását. 1887-ben a vállalat a Druccy-Lubeccy hercegi család tulajdonába került öröklés útján.
1909-1910 folyamán 60 méter hosszú alagútkemence épült az üzemben, amely egyszerűsítette a gyártási folyamatot. 1920-ban a cég fő részvényese a Lengyel Ipari Bank lett. Megváltoztatták a porcelán- és kerámiagyár nevét, valamint Limoges-ból, a híres porcelángyártó francia városból  kézműveseket hívtak, hogy javítsák a termékek minőségét. Ekkoriban fejlesztették ki az „Empire” készletet a Lengyel Köztársaság elnöke számára.
A második világháború után a gyárat államosították és évtizedeken át így működött. Az 1950-1960-as évek fordulóján – más gyárakkal és az Ipartervezési Intézettel közösen – új termékkört és technológiákat fejlesztettek ki ćmielówi figurák (figurki ćmielowskie) néven, mely máig népszerű.
1997-ben privatizálták a gyárat, napjainkban pedig több más gyárral és márkával működik szoros együttműködésben. A Ćmielów márka őrzi hagyományait, s az államfők, uralkodók és gyűjtők számára készíti termékeit. Az 1852-től létező Chodzież márka kifejezetten a lengyel családok igényeinek megfelelő étkészleteket gyártja. A Lubiana modern és főképp exportra készített termékekkel rendelkezik. A Ćmielów Design Studio márka Marek Cecuła irányításával viszont a kortárs porcelánművészet kiteljesedésén dolgozik 2013-tól. 2007-ben az üzem termékei elnyerték a „Laur Konsumenta” díjat, amit a fogyasztók ítélnek oda a legjobbnak ítélt lengyel termékeknek.

## Külső kapcsolat
- Emberek a porcelángyárból. Platán Galéria, Budapest 2019.

## Fordítás
- Ez a szócikk részben vagy egészben a Zakłady Porcelany „Ćmielów” című lengyel Wikipédia-szócikk ezen változatának fordításán alapul.  Az eredeti cikk szerkesztőit annak laptörténete sorolja fel. Ez a jelzés csupán a megfogalmazás eredetét és a szerzői jogokat jelzi, nem szolgál a cikkben szereplő információk forrásmegjelöléseként.